# Sky Bridge 721
L'Sky Bridge 721 és un pont penjant per a vianants situat a prop de l'estació d'esquí de Dolní Morava, a la República Txeca. Amb una longitud de 721 metres, en el moment de la seva inauguració (maig del 2022) es considerava el pont penjant per a vianants més llarg del món. Connecta dues vessants de les muntanyes que envolten la vall de Dolní Morava i s'ha convertit en una de les atraccions turístiques més populars de la zona.

## Característiques principals
El Sky Bridge 721 es troba suspès a més de 90 metres sobre el fons de la vall i ofereix vistes panoràmiques de l'entorn muntanyós. És un pont d'un sol sentit, de manera que l'accés es realitza per una banda i la sortida per l'altra. Per motius de seguretat, només hi pot accedir un nombre limitat de persones al mateix temps.

## Història
La construcció d'aquest pont es va iniciar amb l'objectiu de promocionar el turisme a la regió de Dolní Morava i es va concebre com una obra d'enginyeria capdavantera en l'àmbit dels ponts penjants. La seva inauguració va tenir lloc el maig de 2022, i va rebre una cobertura mediàtica internacional gràcies a la seva condició de pont penjant per a vianants més llarg del món en aquell moment.

## Impacte turístic
Des de la seva obertura, el pont ha esdevingut un atractiu clau de la zona. Ha contribuït a un augment significatiu del nombre de visitants a Dolní Morava, impulsant així el sector de l'hostaleria i d'altres serveis turístics. A més, la seva popularitat ha fomentat la pràctica d'activitats de muntanya i de senderisme als voltants.

## Accés i seguretat
Per travessar el Sky Bridge 721, cal adquirir una entrada disponible tant en línia com a la mateixa estació de muntanya de Dolní Morava. S'hi aplica un protocol estricte de seguretat, amb un aforament limitat i mesures per garantir l'estabilitat de l'estructura i la protecció dels visitants.